# Wiadukt kolejowy w Bolesławcu
Wiadukt kolejowy w Bolesławcu – obiekt inżynierii kolejowej nad rzeką Bóbr znajdujący się na terenie miasta Bolesławiec w województwie dolnośląskim. Wykonany został z piaskowca kredowego z kopalni w Dobrej. Jest jednym z najdłuższych tego typu wiaduktów w Polsce i w całej Europie.

## Historia
W 1845 r. doprowadzono do Bolesławca kolej. W owym czasie prowadzone były już prace nad przedłużeniem linii w stronę Węglińca. Jedną z podstawowych prac, jaką należało wykonać, była przeprawa przez dolinę rzeki Bóbr. Do realizacji wybrano projekt pruskiego architekta Fryderyka Engelhardta Gansela zakładający długie nasypy oraz prawie półkilometrowy wiadukt oparty na trzydziestu pięciu kamiennych łukach, przez co przypominał on starożytne akwedukty. Pracę nad przeprawą rozpoczęto 18 czerwca 1844 roku. Przy budowie bezpośrednio prace wykonywało ponad 600 osób, a kolejnych 3200 było z budową związanych pośrednio. Budowa trwała dwa lata (budowę ukończono w lipcu 1846).
W 1945 r. wycofujący się z miasta Niemcy wysadzili centralne przęsło mostu. W 1947 roku ukończono odbudowę i przywrócono pełną przejezdność linii.
W sierpniu 2006 na wewnętrznych stronach filarów wiaduktu zamontowano 58 projektorów kompaktowych oświetlających obiekt.
W październiku 2009 zakończono remont generalny wiaduktu. Został wypiaskowany, jego konstrukcja została gruntownie odnowiona i poddana konserwacji. Poza tym wiadukt zyskał nową sieć trakcyjną, układ torowy, a pas kolejowy poszerzono z obu stron. Dzięki czemu umożliwiono kursowanie pociągów z prędkością 160 km/h.

### Najważniejsze daty
- 17.05.1844 – położenie kamienia węgielnego pod budowę wiaduktu
- 18.06.1844 – rozpoczęcie budowy wiaduktu
- 05.07.1846 – zakończenie budowy wiaduktu
- 01.09.1846 – rozpoczęcie rozkładowego ruchu pociągów
- 17.09.1846 – oficjalne uroczyste otwarcie wiaduktu dokonane przez króla Fryderyka Wilhelma IV
- 10.02.1945 – wysadzenie w powietrze jednego z przęseł wiaduktu oraz trzech sklepień przez wycofujące się wojska niemieckie
- 10.10.2009 – oficjalne oddanie wiaduktu po generalnym remoncie, Show „Światło-Para-Dźwięk”

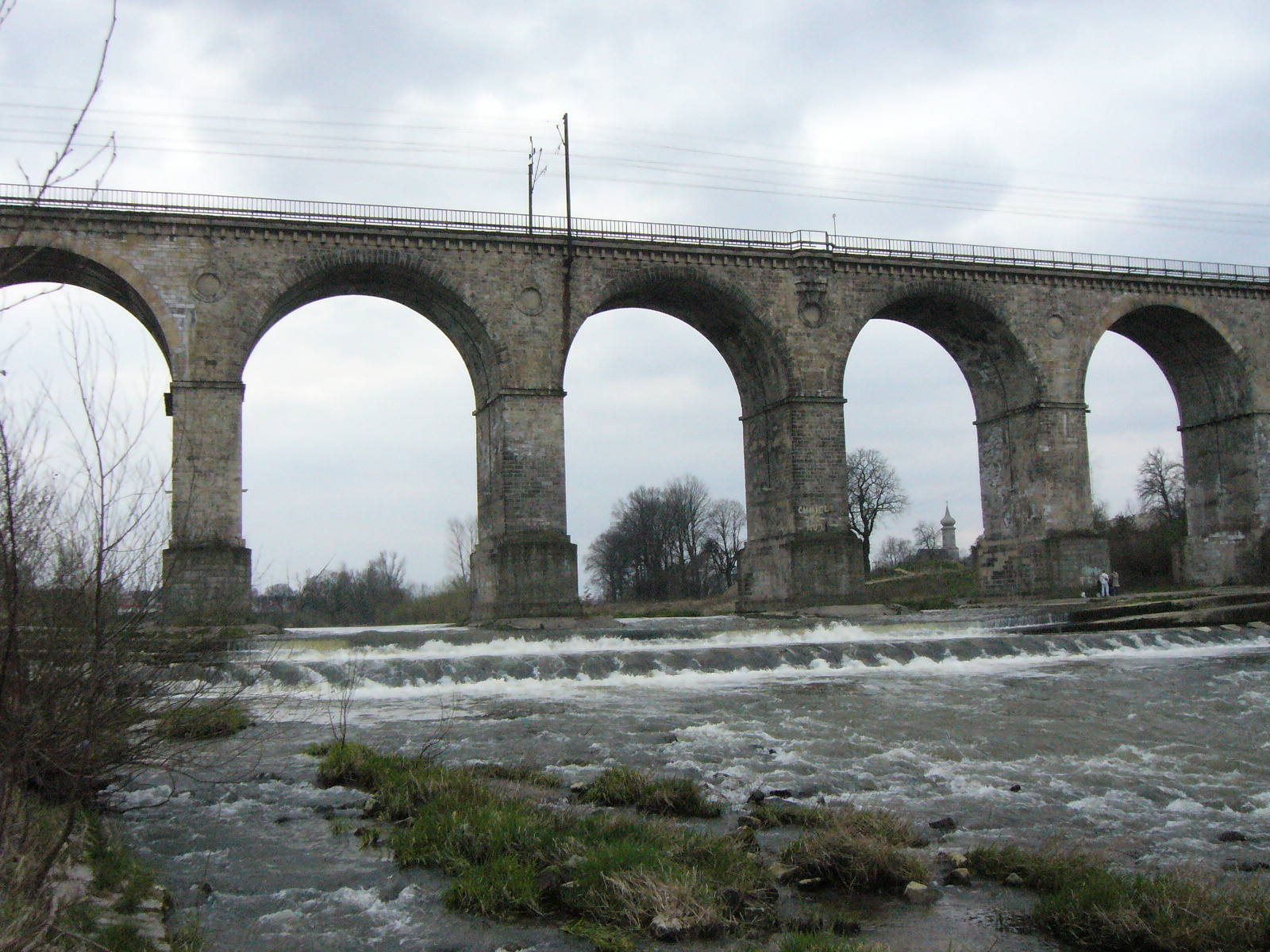
Widok na wiadukt nad rzeką Bóbr
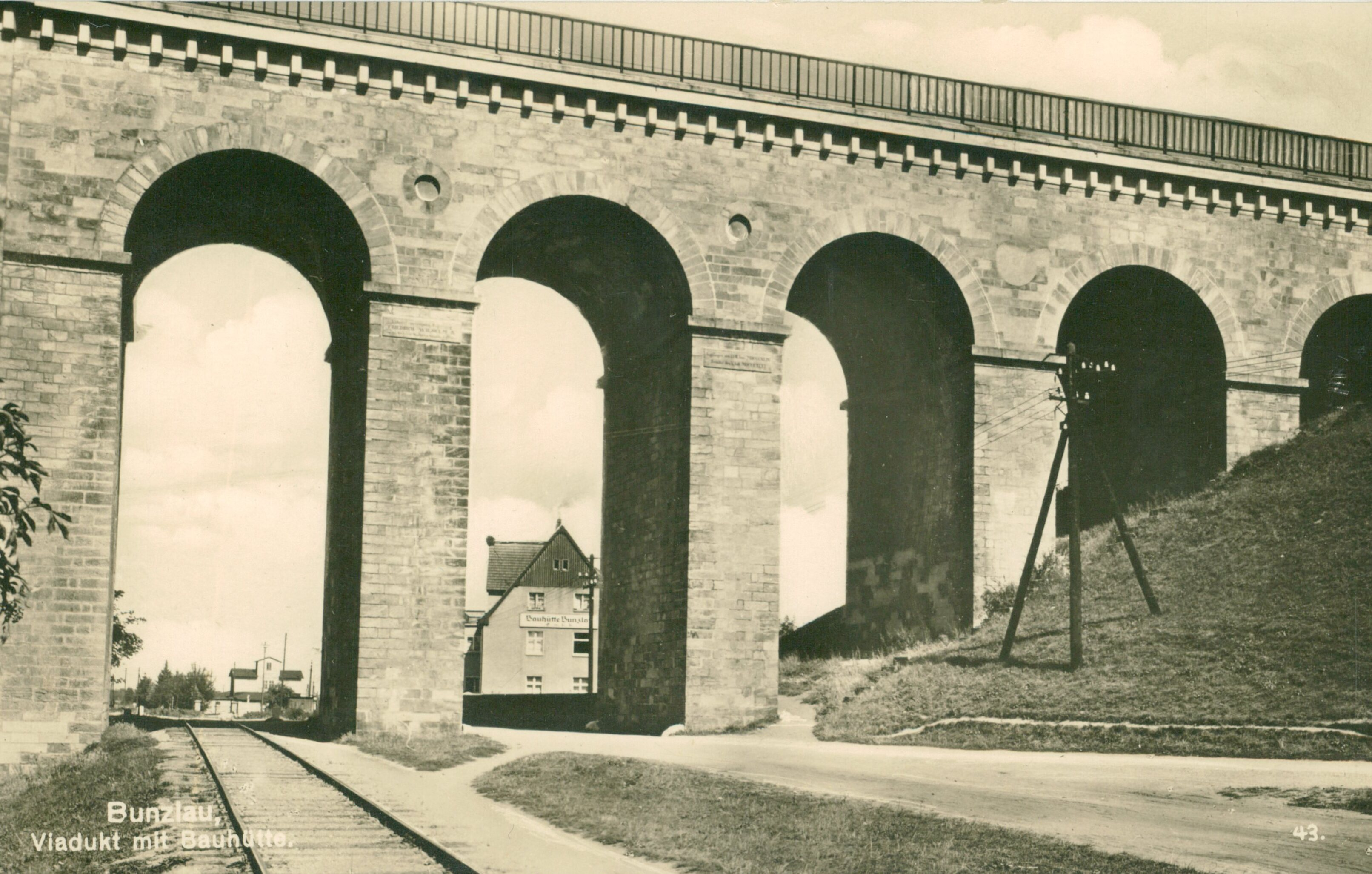
Wiadukt na zdjęciu z 1. poł. XX w.